# الخرابه
الخرابه هي قرية تابعة لمركز العدوة في محافظة المنيا في جمهورية مصر العربية.